# Комсомол (Атырауская область)
Комсомол (ранее посёлок Комсомольский) — упразднённое село в Макатском районе Атырауской области Казахстана. Являлось административным центром Комсомольского сельского округа.

## География
Расположен в 90 км к юго-востоку от железнодорожной станции Макат и в 12 км от железной дороги Актау — Атырау.

## История
Посёлок Комсомольский возник в 1940-х годах как вахтовый рабочий посёлок нефтяников. В 2008 г. посёлок отнесён к категории села. Упразднён в 2010 году из-за ухудшения экологической ситуации. Жителей посёлка переселили в город Атырау.

## Население
| Численность населения | Численность населения | Численность населения | Численность населения | Численность населения | Численность населения | Численность населения |
| 1959                  | 1970                  | 1979                  | 1989                  | 1991                  | 1999                  | 2009                  |
| --------------------- | --------------------- | --------------------- | --------------------- | --------------------- | --------------------- | --------------------- |
| 1486                  | ↘989                  | ↘664                  | ↘565                  | ↘500                  | ↗721                  | ↗750                  |